# رابین آه موو-سانتوس
رابین آه موو-سانتوس (انگلیسی: Robyn Ah Mow-Santos؛ زادهٔ ۱۵ سپتامبر ۱۹۷۵) بازیکن والیبال اهل ایالات متحده آمریکا است.